# Chemische Literatur
Die chemische Literatur oder Chemieliteratur setzt sich aus Lehrbüchern für Studenten, Fachbüchern zu Spezialthemen, Fachzeitschriften, Sammelbänden über chemische Stoffe und Reaktionen zusammen.

## Chemische Zeitschriften und ihre geschichtliche Entstehung
Mit der Entstehung der ersten chemischen Journale am Ende des 18. Jahrhunderts konnte über chemische Stoffumsetzungen, über neue chemische Theorien, über die Art der Konstitution von Verbindungen mit anderen interessierten Gelehrten eine Kommunikation ermöglicht werden. Ergebnisse, Theorien konnten in den Journalen diskutiert werden. Das Wissen in Chemie verbreitete sich dadurch schneller.
Die ersten rein chemischen Journale waren Crells Chemisches Journal (Lorenz von Crell, ab 1778) und das von Lavoisier herausgegebene Journal Annales de Chimie (1779 bzw. die 1771) sowie das Journal de physique, de chimie et d´histoire naturelle.
Um 1820 hatten drei Chemiezeitschriften in Frankreich besondere Bedeutung: Annales de Chimie et de Physique, die Comptes rendus der Akademie der Wissenschaften und die Mémoires de la société d'Arcueil.
In England gab es die Philosophical Transactions of the Royal Society, das Journal of Natural Philosophy, Chemistry and the Arts (Nicholson´s Journal) von Nicholson, die Annales of philosophy von Thomson bzw. Phillips. Besonders wichtig war seit 1849 das Journal of the Chemical Society der Chemical Society. Später folgten auch das Journal of Science and Arts und das Philosophical Magazine (seit 1788), der Chemist und die Chemical Gazette.
Im Jahr 1859 folgten die Zeitschriften Journal of Practical Chemistry und Chemical News und später die Zeitschrift Nature (1869).
Ab 1824 erschien die Zeitschrift The Chemist, ab 1840 die Zeitschrift Chemist; or Reporter of Chemical Discoveries and Improvements.
Nach Gründung der ersten chemischen Gesellschaft in London, der Chemical Society of London (1841), und dem Beginn der universitären Wissensvermittlung von chemischen Kenntnissen nach Ideen von Justus von Liebig nahm das Interesse an der Chemie in der Bevölkerung einen rapiden Aufschwung.
Für die Kommunikation zwischen Wissenschaftlern wurden weitere chemische Fachzeitschriften und Lehrbücher benötigt.
In Deutschland gab es als erste chemische Zeitschrift die Chemischen Annalen (davor Chemisches Journal) seit 1778 durch den Herausgeber Lorenz von Crell.
Eine sehr bedeutsame Zeitschrift war die von Johann Christian Poggendorff herausgegebenen Annalen der Physik und Chemie (1820, Berlin). Eine andere noch bedeutsamere Zeitschrift war die von Justus von Liebig und Friedrich Wöhler herausgegebenen Annalen der Pharmazie, die später in Annalen der Chemie umbenannt worden ist. 1834 ging das „Allgemeine Journal für Chemie“ (Otto Linné Erdmann) im Journal für praktische Chemie unter Hermann Kolbe auf. Weitere sehr wichtige Zeitschriften waren: die Zeitschrift für Analytische Chemie (1862) von Carl Remigius Fresenius, die Zeitschrift für Anorganische Chemie (1892) von Gerhard Krüss, die Zeitschrift für Physikalische Chemie (1887) von Wilhelm Ostwald, die Berichte der Deutschen Chemischen Gesellschaft (Chemische Berichte) von August Wilhelm von Hofmann.
Zwischen 1880 und 1910 hatten die Chemiezeitschriften aus Deutschland eine überragende Stellung, ferner waren englische und französische Zeitschriften damals bedeutend.
1869 wurde die Russische Chemische Gesellschaft gegründet, sie gab das Zhurnal heraus.
1874 kam es auf Anregung von Henry Carrington Bolton (ein Schüler von Friedrich Wöhler) zur Gründung der American Chemical Society.
1811 bildete sich in Philadelphia eine chemische Gesellschaft (Columbian Chemical Society), der dritte Versuch einer solchen Gründung in Philadelphia, die die erste US-Chemie-Fachzeitschrift Memoirs of the Columbian Chemical Society herausgab.
In den USA wurde 1879 das American Journal of Chemistry gegründet. 1912 ging diese Zeitschrift im Journal of the American Chemical Society auf. Das Journal of the American Chemical Society wurde 1893 herausgegeben, diese Zeitschrift war lange Zeit die wichtigste Chemiezeitschrift in den USA. 1909 kam das Journal of Industrial und Engineering Chemistry und 1936 das Journal of Organic Chemistry hinzu.
Je mehr Beiträge in den Fachzeitschriften erschienen, desto wichtiger wurde es, die neuen Erkenntnisse in modernen Lehrbüchern darzustellen, die Vielzahl der neuen chemischen Verbindungen und Reaktionen zu katalogisieren, die Einzelbeiträge in den betreffenden Journalen kurz und bündig zusammenzufassen. Naturwissenschaftliche Autoren haben durch ihre Arbeit ein hohes Ansehen und erhebliche Verantwortung für das Wohl der Gemeinschaft.

### Wichtige moderne Zeitschriften
Es gibt etwa 1500 Fachzeitschriften und Journale im Chemiebereich.
- Die Angewandte Chemie wird von der Gesellschaft Deutscher Chemiker herausgegeben und behandelt alle Teilbereiche der Chemie.
- Das Journal of the American Chemical Society wird von der American Chemical Society herausgegeben und behandelt alle Teilbereiche der Chemie.
- Die Chemical Reviews werden von der American Chemical Society herausgegeben und beinhalten Übersichtsartikel zu allen Teilbereichen der Chemie.
- Die Chemical Communications werden von der Royal Society of Chemistry herausgegeben und behandeln alle Teilbereiche der Chemie.
- Das Journal Nature Chemistry wird von der Nature Publishing Group herausgegeben und behandelt alle Teilbereiche der Chemie.
- Gut verständliche Artikel (insbesondere zwischen 1968 und 1985) aus dem Chemiebereich – auch für Nichtchemiker – findet man in der Zeitschrift Chemie in unserer Zeit
- Es gibt auch Fachzeitschriften für Personen, die sich für wirtschaftliche Aspekte der Chemie interessieren (z. B. Chemische Rundschau)
- Mitglieder der Gesellschaft für Deutsche Chemiker (GDCh) erhalten kostenlos die Nachrichten aus der Chemie.
- Eine leicht verständliche Lehrer-Zeitschrift war Praxis der Naturwissenschaften – Chemie in der Schule (PdN-Chemie) vom Aulis Verlag.
- Experimentiervorschriften für chemieinteressierte Schüler und Studenten befinden sich im Journal of Chemical Education, herausgegeben von der American Chemical Society.

## Chemisches Zentralblatt und Chemical Abstracts
Das Chemische Zentralblatt wurde um 1830 gegründet. Ab 1890 wurde vom Chemischen Zentralblatt über jeden Artikel in einem Fachjournal eine kompetente Zusammenfassung des Artikels veröffentlicht. Diese Zusammenfassungen umfassten damals je nach Artikelgröße 2 bis 30 Textzeilen und waren deutlich ausführlicher als gegenwärtig in den Chemical Abstracts. Das Chemische Zentralblatt schloss Patente, Summenformeln von Verbindungen, Chemische Stoffbezeichnungen, Sachregister, Autorennamen im Bereich der Chemie ein. Für jede Verbindung, die im Rahmen einer synthetischen Arbeit hergestellt oder in einem Naturprodukt gefunden wurde und über die in einem wissenschaftlichen Artikel berichtet wurde, gab das Chemische Zentralblatt eine Quelle anhand von Summenformel oder des Namens einen Eintrag, so dass interessierte Wissenschaftler die Literaturstellen in der betreffenden Fachzeitschrift schnell auffinden und bewerten konnten.
Für das Auffinden von chemischen Literaturstellen vor dem Zweiten Weltkrieg ist das Chemische Zentralblatt vorteilhafter.
Die Chemical Abstracts in den USA erschienen um 1907. Die Literaturauswertung war jedoch damals noch sehr unvollständig im Vergleich zum Chemischen Zentralblatt. Die Chemical Abstracts sind erst für Recherchen in der chemischen Literatur ab 1940 zu empfehlen.
Die Chemical Abstracts enthalten ebenfalls ein Sachregister, ein Summenformelregister, ein Autorenregister. Auch Konferenzberichte, Bücher und staatliche Berichte werden ausgewertet. Die Datenmenge von Chemical Abstracts dürfte z. Z. wohl über 20 Millionen ausgewertete Artikel aus dem Chemiebereich umfassen. Ohne Katalogisierung wäre es heute unmöglich, eine entsprechende Literaturstelle aufzufinden.
In den Chemical Abstracts werden derzeit ca. 10.000 Zeitschriften im Bereich der Chemie von kompetenten Mitarbeitern gesichtet, kurze Zusammenfassungen verfasst, Verbindungen im Schlagwortregister aufgenommen. Für die Auswertung von jährlich ca. 1,5 Millionen Artikeln aus 150 Ländern, 50 Sprachen im Jahr 1989 wurden 1500 Mitarbeiter benötigt.
Bei den Chemical Abstracts erschien neben den jährlichen Registerbände zur Katalogisierung von Summenformeln, Patenten, Autoren auch ein Register für den vierjährigen Turnus. Für Wissenschaftler war die Suche einer Literaturstelle über eine chemische Verbindung früher sehr aufwendig. Sie mussten in eine Bibliothek gehen und die entsprechenden Registerbände entsprechend der Summenformel, der Stoffbezeichnung suchen. Dann mussten sie systematisch auch die vorangegangenen Jahrgangsbände (jeweils 4 Jahre) nach entsprechenden Eintragungen absuchen. Wenn Chemiker vermuteten, dass eine Substanz schon vor 1940 bekannt war, mussten sie auch die entsprechenden Jahrgänge im Chemischen Zentralblatt durchsuchen.
Aus dem Register für Summenformeln, Stoffbezeichnungen gibt es eine oder mehrere Nummern zu den fortlaufenden Kurzbeschreibungen in Chemical Abstracts. Jede Kurzbeschreibung enthält auch eine Angabe zum Namen der Zeitschrift, zum Jahrgang, zur Zeitschriftnummer und Seite. Jede Eintragung muss überprüft werden, ob aus dem Kurzbericht von Chemical Abstracts Informationen von Interesse vorhanden sind. Ist dies der Fall, so können Chemiker in der Bibliothek die entsprechende Zeitschrift heraussuchen, durchlesen und gegebenenfalls fotokopieren.
Heute benutzt man PC und Internet. Man muss nicht mehr eine Bibliothek aufsuchen, um die Einzelbände von Chemical Abstracts zu suchen. Das Programm der „SciFinder“ ermöglicht eine schnelle Suche. Eine preiswertere Version, speziell für Hochschulen ist das Programm SciFinder Scholar, bei dem bestimmte Funktionen wie z. B. eine Substruktursuche nicht eingerichtet ist. Mit bestimmten Suchfunktionen kann die Suche eingegrenzt und verbessert werden. So findet man sehr viel schneller die korrekte wissenschaftliche Literatur.
Das Suchen ist mit diesem Programm recht einfach. Man öffnet das Fenster „Explore by Chemical Substance“. Mit diesem Programm reicht es aus, die entsprechende chemische Struktur auf dem Bildschirm mit einem enthaltenen Programm aufzuzeichnen. Kennt man den korrekten Substanznamen, kann auch der Substanzname eingegeben werden.
Mit diesem Programm besteht auch die Möglichkeit, die Hersteller einer chemischen Verbindung ausfindig zu machen, man kann nach bestimmten Namen suchen usw.
Früher – bevor sich Chemical Abstracts in der Literaturrecherche durchsetzte – gab es auch für andere Länder und Sprachen ähnliche Literaturauswertungen zur chemischen Literatur. In Japan gibt es das Kagaku (seit 1974), in Russland das Referativnyi Zhurnal (seit 1953), in Großbritannien die British Abstracts (1926–1956).

## Lehrbücher
Hervorragende Lehrer der Chemie verfassten für ihre Studenten häufig auch Lehrbücher, so dass ein besserer Zugang zum Wissensfundament des Fachbereichs möglich wurde. Lavoisiers Traité de chimie (1789), Thénards Traité de chimie élémentaire, Mitscherlichs Lehrbuch der Chemie, Liebigs Organische Chemie, Wöhlers Grundriß der Chemie, Streckers Kurzes Lehrbuch der Chemie und Grahams Elements of chemistry waren sehr bedeutende erste Chemielehrbücher.

### Moderne Lehrbücher
Lehrbücher richten sich primär an Chemiestudenten und vermitteln in didaktisch aufbereiteter Weise Grundlagen von Teilbereichen der Chemie. Die bewährtesten Standardwerke sind in der Lehre so geläufig, dass sie unter Studierenden und Lehrenden mit den jeweiligen Namen der Verfasser anstatt mit dem Buchtitel bezeichnet werden („der Holleman-Wiberg“), so wie beispielsweise:
- Allgemeine Chemie: Mortimer (Charles E. Mortimer, Ulrich Müller: Chemie)
- Analytische Chemie: Jander-Jahr (Gerhart Jander, Karl Friedrich Jahr: Maßanalyse), Schwedt (Georg Schwedt: Analytische Chemie)
- Anorganische Chemie: Holleman-Wiberg (Arnold F. Holleman, Nils Wiberg: Lehrbuch der Anorganischen Chemie), Huheey (James E. Huheey, Ellen Keiter, Richard L. Keiter: Anorganische Chemie), Riedel (Erwin Riedel, Christoph Janiak: Anorganische Chemie)
- Organische Chemie: Vollhardt (K. P. C. Vollhardt, Neil E. Schore: Organische Chemie), Clayden (Jonathan Clayden, Nick Greeves, Stuart Warren, Peter Wothers: Organic Chemistry), Beyer-Walter (Hans Beyer, Wolfgang Walter: Lehrbuch der Organischen Chemie)
- Physikalische Chemie: Atkins (Peter W. Atkins, Julio de Paula: Physikalische Chemie), Wedler (Gerd Wedler: Lehrbuch der Physikalischen Chemie)
- Biochemie: Stryer (Jeremy M. Berg, Lubert Stryer, John L. Tymoczko: Biochemie)

Viele dieser Lehrbücher sind Übersetzungen und Bearbeitungen englischsprachiger Vorlagen, andere wie der Holleman-Wiberg wurden allerdings auch aus dem Deutschen ins Englische übersetzt.

## Monographien
Viele Autoren möchten ihre besonderen Kenntnisse über ein bestimmtes Teilgebiet der Wissenschaft der Leserschaft zugänglich machen.
Es gibt daher sehr viele gute Bücher über Teilbereiche der Chemie, beispielsweise Nanopartikel, Gaschromatographie, Naturstoffsynthese usw. Viele dieser wissenschaftlichen Bücher sind jedoch nicht sehr preiswert, da die Zahl der Käufer dieser Bücher gering ist und jeder Autor einen angemessenen Erlös aus dem Verkauf seiner Arbeit haben möchte. Viele Fachbibliotheken stellen für Studierende die Monographien zur Einsicht zur Verfügung.

## Handbücher und Enzyklopädien
Handbücher zur Chemie sind alphabetisch geordnete Enzyklopädien oder nach chemischen Stoffen geordnete Buchreihen, die die Erkenntnisse aus den Fachzeitschriften zusammentragen.
Zum Nachschlagen oder zur Einarbeitung in einen Themenbereich waren sie von großer Bedeutung.
Das bedeutsame Handwörterbuch der reinen und angewandten Chemie wurde von Justus von Liebig, Friedrich Wöhler und Johann Christian Poggendorff seit 1837 herausgegeben und bündelte in neun umfangreichen Büchern die chemischen Erkenntnisse dieser Zeit.
Später folgte auch das Handwörterbuch der Chemie von Albert Ladenburg.
Ähnliche Wörterbücher gab es auch in Frankreich, z. B. Dictionnaire de chimie pure et appliquée von Charles Adolphe Wurtz oder die Encyclopédie de chimie.

### Handbuch für organische Verbindungen
Beilsteins Handbuch der Organischen Chemie enthält alle in der Literatur verzeichneten organischen Verbindungen seit 1830. Es enthält folgende Angaben:
- Konstitution, Konfiguration
- Vorkommen, Gewinnung
- Herstellung, Bildung
- Energiegrößen
- physikalische Eigenschaften
- chemisches Verhalten
- Analytik
- Salze und Additionsverbindungen
- Literaturstellen

Im Gegensatz zu den Chemical Abstracts wird im Beilstein die Zusammenfassung nicht ungeprüft aus den Literaturstellen übernommen.
Mit Beilstein Crossfire liegt eine gut bedienbare computertaugliche Version vor. Auch mit diesem Programm kann durch Aufzeichnen der Strukturformel eine Substanz schnell gefunden werden.

### Handbuch für Anorganische Verbindungen
Gmelins Handbuch der anorganischen Chemie ist eine wichtige Quelle für anorganische Verbindungen.

### Enzyklopädien, Chemieindustrie
Die Enzyklopädie Ullmann’s Encyclopedia of Industrial Chemistry (bis 1980 ausschließlich in deutscher Sprache: Ullmann´s Encyklopädie der technischen Chemie) besteht aus sehr gut und verständlich geschriebenen Einzelartikeln aus allen Bereichen der chemischen Technik. Mitunter musste aus Platz- und Erkenntnisgründen bei den neueren Ausgaben ältere Darstellungen überarbeitet werden. In älteren Artikeln findet der Leser jedoch mitunter eine klarere und verständlichere Darstellung, so dass die älteren Jahrgänge keinesfalls ad acta gelegt werden sollten. Einen sehr guten Überblick über die technische Chemie bietet auch die achtbändige Buchreihe Chemische Technik, Prozesse und Produkte von Karl Winnacker, Leopold Küchler; für den englischen Sprachraum ist Kirk-Othmers The Encyclopedia of Chemical Technology (Herausgeber Donald F. Othmer, Raymond Eller Kirk) ähnlich gut wie Ullmanns Enzyklopädie auf alle wirtschaftlich wichtigen Einsatzbereiche der Chemie ausgerichtet. In sehr umfangreichen Einzelartikeln, deren Umfang bei Ullmann´s oder Kirk-Othmer mitunter über 100 Seiten umfassen kann, werden wichtige Stoffgruppen (Einsatzbereiche), chemische Verfahren, Untersuchungsmethoden (z. B. Farbstoffe, Kunststoffe oder NMR-Spektroskopie) ausführlich beschrieben.

### Umwandlung von funktionellen Gruppen in der organischen Chemie
Wichtige Nachschlagewerke sind der Houben-Weyl (in deutscher Sprache) und der Theilheimer (Synthetic Methods of Organic Chemistry, erster Herausgeber William Theilheimer).

## Jahresberichte
Um besonders bedeutende wissenschaftliche Erkenntnisse nach Fachgebieten in einem betreffenden Jahr darzustellen, hatten Jahresberichte schon bald großes Interesse bei Leserschaften aus der Chemie. Jöns Jakob Berzelius verfasste derartige Berichte zwischen 1821 und 1847. Später setzte von Liebig derartige Berichte fort. Richard Meyer gab das Jahrbuch der Chemie seit 1891 heraus.
Auch heute gibt es noch Übersichten über bedeutende neue jährliche Erkenntnisse in der Chemie. In den Nachrichten aus der Chemie behandelt die dritte Zeitschrift eines Jahres die jährlich besonders bedeutenden Erkenntnisse der einzelnen Fachgebiete.

## Werke in Tabellenform über chemische Stoffe und ihre Eigenschaften
Nachschlagewerke mit Angaben zu Löslichkeit, Brechungsindex, Siedepunkten, Azeotropen, Mischungsverhältnissen, Leitfähigkeiten, spektralen Daten von anorganischen und organischen Verbindungen sind das CRC Handbook of Chemistry and Physics, der Merck Index, das Taschenbuch für Chemiker und Physiker. Sehr umfangreiches Material über Stoffe gibt es im Landolt-Börnstein. Viele Informationen zu Chemikalien, Herstellungsverfahren und chemischen Betrieben finden sich im Römpp Lexikon Chemie.

## Rechnerbasierte Suchprogramme
Die Chemical Abstracts und einige weitere Datenbanken wie z. B. Medline lassen sich mit dem Programm SciFinder recherchieren, der Beilstein und der Gmelin, sowie die Datenbank Chemical Patents können mit Reaxys durchsucht werden. Viele andere Datenbanken werden von kommerziellen Datenbankanbietern wie STN, Dialog, der DECHEMA und anderen bereitgestellt. Das Web of Science ist eine (kommerzielle) Datenbank, die nicht nur Chemische Literatur erschließt, sondern die einen breiten Fächerkanon abdeckt. Das kann bei einer breiten Suchanfrage von Vorteil sein, weil Nachbardisziplinen auch erfasst werden.
Der Science Citation Index geht einen anderen Weg. Hierbei handelt es sich um eine sog. Zitationsdatenbank, was bedeutet, dass angegeben wird, in welchen Veröffentlichungen ein bestimmter Artikel zitiert wurde. Er ist über das Web of Science abfragbar. Ähnliche, auch kommerzielles Produkte sind Scirus und Scopus. Google Scholar ist zwar eine kostenfreie Datenbank, die Ergebnisse müssen aber eher kritisch bewertet werden, da sowohl der Suchalgorithmus als auch das interne Bewertungsverfahren, das die Reihenfolge der Artikelanzeige bewirkt, anfällig für Manipulationen sein kann. Zudem wird nur ein eher geringer Teil relevanter Veröffentlichungen erfasst.

## Patente
Patente sind zwar vorrangig Urkunden mit denen der Erfinder einer Sache ein zeitlich begrenztes aber exklusives Nutzungsrecht erwirbt, sie sind aber auch eine gute Quelle für chemische und technische Informationen. Durch das Indexierungssystem z. B. die Internationale Patentklassifikation kann man Patente sehr strukturiert durchsuchen.
Online Patentdatenbanken werden meist kostenfrei von den nationalen (z. B. dem  deutschen) oder internationalen (z. B. dem  europäischen) Patentorganisationen zur Verfügung gestellt.